# Chelsea Pitch Owners

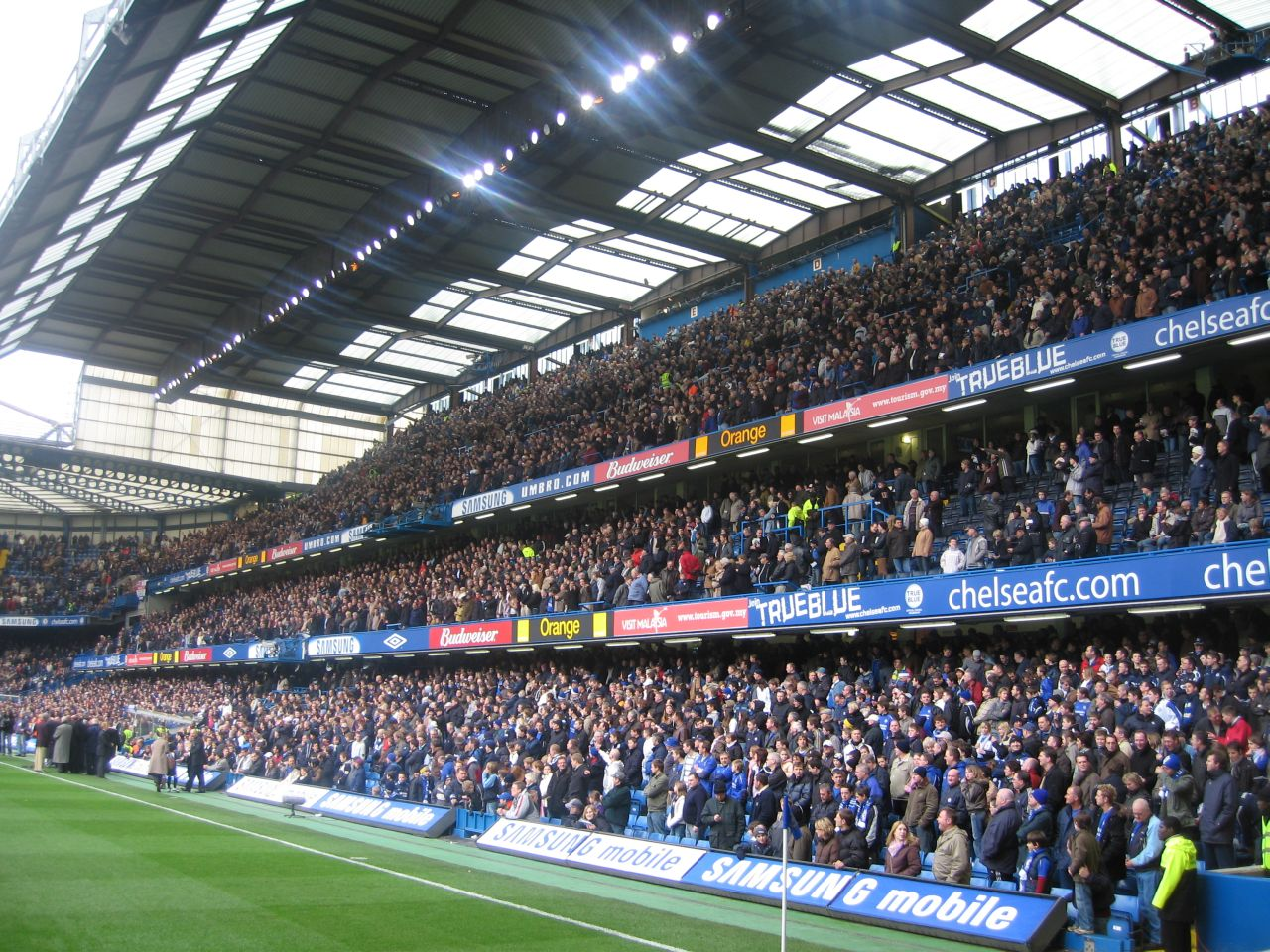
Khán đài Đông. Chi phí xây dựng khán đài này câu lạc bộ gặp khủng hoảng về tài chính.

Chelsea Pitch Owners plc là một tổ chức phi lợi nhuận sở hữu toàn quyền sử dụng sân vận động Stamford Bridge và quyền đặt tên của Chelsea Football Club.

## Lịch sử
Chelsea gặp rắc rối lớn về vấn đề tài chính trong những năm 1970 và 1980 sau những nỗ lực cải tạo sân. Cuộc khủng hoảng tài chính và việc đổi chủ sở hữu của câu lạc bộ lên đến đỉnh điểm khi quyền sử dụng sân Stamford Bridge bị bán cho nhà đầu tư bất động sản Marler Estates (sau đó là Cabra Estates). Một động thái gần như cho thấy Chelsea sẽ mất sân vận động.
Tương lai của sân vận động (và câu lạc bộ) chỉ được đảm bảo vào năm 1992, khi các nhà đầu tư bất động sản trên bị phá sản, cho phép Chủ tịch Ken Bates đạt được thỏa thuận với các chủ nợ của họ và giành lại quyền kiểm soát sân vận động cho câu lạc bộ. Sau đó, Chelsea Pitch Owners ra đời, vào năm 1997 họ giành quyền toàn quyền sử dụng Stamford Bridge, các cửa xoay, sân và tên Chelsea FC với khoản vay không hoàn lại 10 triệu bảng từ Chelsea Village plc, công ty mẹ của câu lạc bộ. CPO sau đó cho câu lạc bộ thuê sân Stamford Bridge trong 199 năm với một mức phí tượng trưng.

## Tổ chức và quyền sở hữu

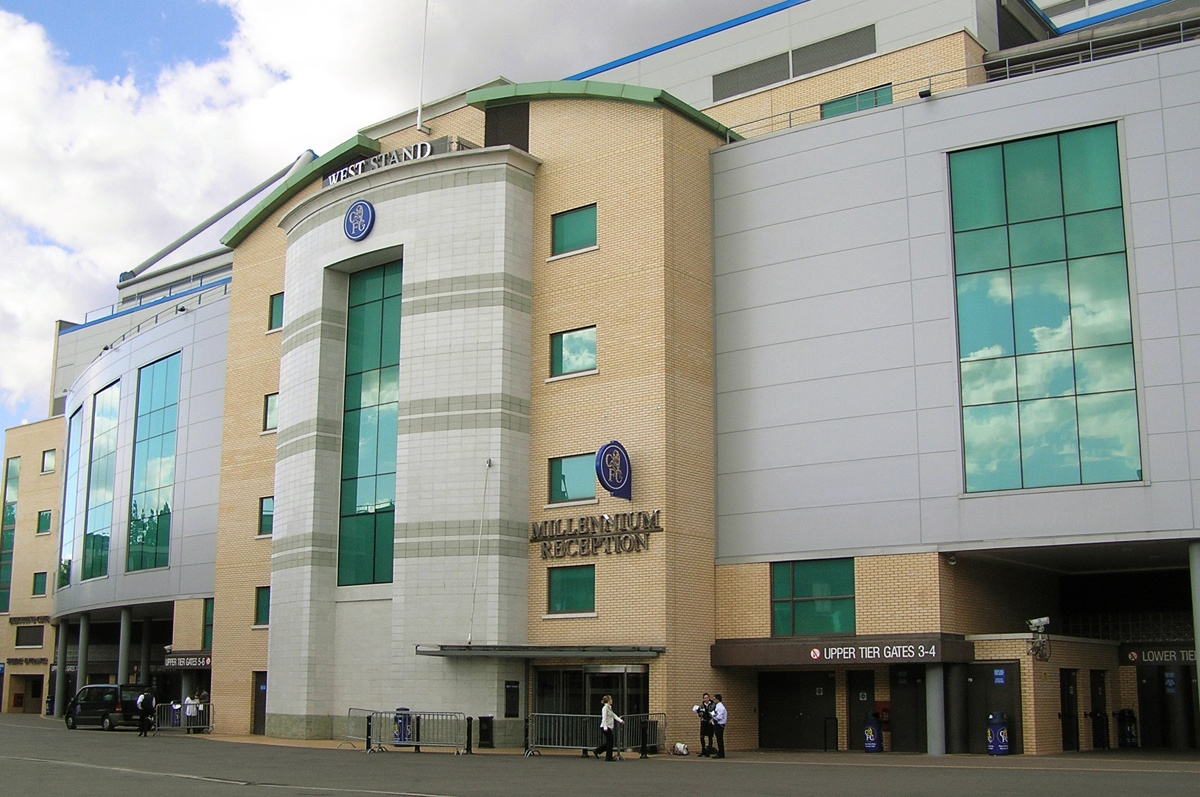
Lối vào mới từ khán đài Tây.

Việc kiểm soát toàn quyền sử dụng cho Chelsea Pitch Owners, mục đích để đảm bảo rằng Stamford Bridge sẽ không bao giờ rơi vào tay của các nhà đầu tư bất động sản. Bất kể một cổ đông sở hữu bao nhiêu cổ phiếu, họ chỉ được giới hạn tối đa quyền biểu quyết đại diện cho 100 cổ phần điều này để chắc chắn rằng không có bất cứ một cá nhân hay tổ chức nào giành được quyền kiểm soát CPO.
CPO cũng sở hữu tên Chelsea Football Club Ltd, tên sẽ chỉ được cấp phép cho câu lạc bộ với điều kiện đội một phải thi đấu các trận sân nhà tại Stamford Bridge. Điều đó có nghĩa nếu Chelsea chuyển đến một sân khác trong tương lai, họ sẽ không được sử dụng tên Chelsea Football Club nếu không có sự chấp thuận của 75% cổ đông CPO.
Vì công ty là một tổ chức phi lợi nhuận nên nó không niêm yết trên bất kỳ sàn giao dịch chứng khoán nào. Với mục đích trả hết các khoản nợ sau đó cho câu lạc bộ thuê lại quyền sử dụng, với quy định nghiêm ngặt rằng sân chỉ được sử dụng cho mục đích bóng đá. Các cổ động viên đang được khuyến khích mua cổ phiếu để đảm bảo tương lai của đội bóng. Tính tới 2011, khoảng 15,000 cổ phiếu CPO đã được bán, tức là khoảng 1,5 triệu bảng của món nợ đã được trả. Đội trưởng câu lạc bộ John Terry hiện đang là Chủ tịch của CPO.

## Đề xuất của câu lạc bộ
Ngày 3 tháng 10 năm 2011, Chelsea Football Club đưa ra đề xuất mua lại quyền sử dụng đất (sở hữu bởi CPO) mà sân Stamford Bridge nằm trên đó, nhằm mục đích chuyển tới sân vận động mới. Chủ tịch Chelsea Bruce Buck, phát biểu: "Chelsea luôn luôn biết ơn những người đã đầu tư vào CPO. Chúng tôi biết rất rõ khi mà câu lạc bộ gần như đã mất đi ngôi nhà này trước khi CPO ra đời, nhưng mối đe dọa đó đã khi còn dưới quyền sở hữu của Mr Abramovich với cấu trúc của CPO thì không thể lên kế hoạch cho tương lai được. Tôi hy vọng tất cả các cổ đông bỏ phiếu ủng hộ đề xuất này."
Giám đốc điều hành Chelsea Ron Gourlay nói: "Tôi chắc chắn tất cả các cổ động viên Chelsea rất thích bóng đá và thành công mà chúng ta đã trải qua tại Stamford Bridge từ năm 2003 Chelsea Football Club và Mr Abramovich quyết tâm rằng câu lạc bộ tiếp tục tranh tài ở mức cao nhất của bóng đá Thế giới." Ông cho biết thêm: "Chúng tôi cũng đang tiếp tục xem xét phương án mở rộng The Bridge và tôi cũng phải rõ ràng rằng chúng tôi vẫn chưa xác định địa điểm cho sân vận động mới."
Đề xuất mua lại được đưa ra trong Đại hội cổ đông vào ngày 27 tháng 10 năm 2011 nhưng thất bại do chỉ có 61.6% số phiếu ủng hộ đề xuất, dưới mức 75% tối thiểu.